# Pablo Lizcano Fernández
Pablo Lizcano Fernández (Madrid, 25 d'abril de 1951 - ibíd., 3 de maig de 2009) va ser un periodista espanyol.

## Biografia
Llicenciat en Ciències Polítiques, en acabar els seus estudis va començar a col·laborar en el periòdic Diario 16.
Es va donar a conèixer el 1981 amb la publicació de l'obra La generació del 56, sobre les revoltes estudiantils contra el règim franquista succeïdes en Madrid al febrer de 1956. El llibre, en la seva segona edició (2006), ha estat prologat pel Defensor del Poble, Enrique Múgica Herzog.
En els següents anys es va dedicar a la traducció literària, i entre altres va traduir al castellà Mary Norton, Arnold Lobel i Tomi Ungerer.
El 1984 es va estrenar en Televisió Espanyola amb un programa d'entrevistes en profunditat anomenat Autorretrato, inaugurat amb una entrevista a la musa de la movida madrilenya, llavors en plena expansió, Olvido Gara, i que de seguida va captar l'interès del públic.
Entre altres, Lizcano va tenir l'oportunitat d'entrevistar Luis García Berlanga, Juan Benet, Gonzalo Torrente Ballester, Manuel Vázquez Montalbán, Santiago Carrillo, Josep Tarradellas, Pedro Almodóvar, Albert Closas, Amparo Rivelles o Ana Belén. I també a la cantant Massiel, a qui va conèixer durant l'entrevista que li va efectuar en l'espai i amb qui va acabar contraient matrimoni, que va durar entre 1985 i 1988.
Entre 1985 i 1987 Lizcano va realitzar Fin de siglo, un programa de "talk show" amb entrevistes i actuacions musicals, per a La 2 de TVE.
Finalitzada la seva etapa en la Televisió Espanyola, es va incorporar a la Cadena SER a l'octubre de 1988, amb Retratos, un espai de tall similar al que va conduir per a TV.
La temporada 1989-1990 va passar a la recentment creada cadena autonòmica Telemadrid, on va conduir l'espai d'actualitat cinematogràfica Butaca de patio.
El gener de 1993 va dirigir el Telemaratón d'Antena 3, vuit hores de televisió en directe, presentat per Emilio Aragón i amb la pretensió de recaptar fons per a atendre causes benèfiques.
Més endavant, va ser director de comunicació en diferents organismes i va crear una empresa de comunicació audiovisual anomenada b+c.
Va ser parella de l'escriptora Rosa Montero fins a la seva mort després d'una llarga malaltia, el 3 de maig de 2009.